# 圣巴勒蒙
圣巴勒蒙（法語：Saint-Baslemont，法語發音：[sɛ̃ balmɔ̃] ⓘ）是法国大東部大區孚日省的一个市镇，属于埃皮纳勒区。

## 地理
圣巴勒蒙（48°9'7"N, 5°59'35"E）面积12.71 平方千米，位于法国大東部大區孚日省，该省份为法国东北部内陆省份，北起默兹省和默尔特-摩泽尔省，西接上马恩省，南至上索恩省和贝尔福地区省，东临上莱茵省和下莱茵省。
与圣巴勒蒙接壤的市镇（或旧市镇、城区）包括：利涅维尔、普罗旺谢尔-莱达尔内、勒朗日、蒂耶尔。

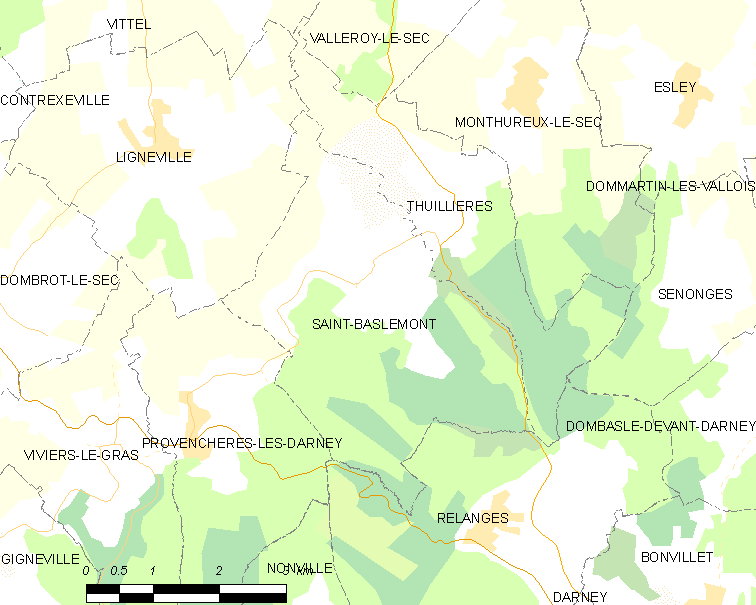
圣巴勒蒙的OSM定位图

圣巴勒蒙的时区为UTC+01:00、UTC+02:00（夏令时）。

## 行政
圣巴勒蒙的邮政编码为88260，INSEE市镇编码为88411。

## 政治
圣巴勒蒙所属的省级选区为达尔内县。

## 人口

1962-2008年间圣巴勒蒙人口变化图示

圣巴勒蒙于2022年1月1日时的人口数量为84人。